# Velnor's Lair
Velnor's Lair is een computerspel voor de Commodore 64. Het spel is een adventure en werd in 1984 uitgegeven door Neptune Computing in de Verenigde Staten. 